# Maria Bieșu
Maria Bieșu (3. srpna 1935 Volintiri, Moldavsko – 16. května 2012) byla moldavská operní pěvkyně. Začínala v kišiněvské národní opeře. V letech 1965–1967 zpívala v milánské opeře. Získala mnoho ocenění, mezi nimiž je například i Leninova cena z roku 1982.

## Vyznamenání
- Řád čestného odznaku – Sovětský svaz, 8. června 1960
- Národní umělec SSSR – Sovětský svaz, 1970[2]
- Státní cena Sovětského svazu – 1974[2]
- Řád rudého praporu práce – Sovětský svaz, 23. března 1976
- Leninova cena – 1982[2]
- Leninův řád – 4. května 1984 a 3. září 1990
- Hrdina socialistické práce – Sovětský svaz, 1990[2]
- Řád republiky – Moldavsko, 1992[3]
- komtur Řádu rumunské hvězdy – Rumunsko, 2000[3]